# Комарово (Башкортостан)
Комаро́во (баш. Комаров) — деревня в Белорецком районе Республики Башкортостан России. Входит в состав Туканского сельсовета. 

## География

### Географическое положение
Расстояние до:
- районного центра (Белорецк): 85 км,
- центра сельсовета (Тукан): 7 км,
- ближайшей ж.-д станции (Улу-Елга): 48 км.

## Население
| 2002 | 2009 | 2010 |
| ---- | ---- | ---- |
| 36   | ↘18  | ↘10  |